# Alessandro Caliogna
Alessandro Caliogna (Genova, 5 marzo 1984) è un pallanuotista italiano, attaccante della Rari Nantes L. Auditore. È il fratello di Edoardo Caliogna. Con la Pro Recco ha conquistato uno Scudetto, una Coppa dei Campioni e una Supercoppa LEN. Nel 2008 con Sori vince la Coppa Comen.

## Statistiche

### Presenze e reti nei club
Statistiche aggiornate al 19 dicembre 2010.
| Stagione        | Squadra         | Campionato      | Campionato | Campionato | Coppe nazionali | Coppe nazionali | Coppe nazionali | Coppe continentali | Coppe continentali | Coppe continentali | Totale | Totale |
| Stagione        | Squadra         | Comp            | Pres       | Reti       | Comp            | Pres            | Reti            | Comp               | Pres               | Reti               | Pres   | Reti   |
| --------------- | --------------- | --------------- | ---------- | ---------- | --------------- | --------------- | --------------- | ------------------ | ------------------ | ------------------ | ------ | ------ |
| 2008-2009       | Latina          | A1              | ?          | 18         | -               | -               | -               | -                  | -                  | -                  | ?      | 18     |
| 2009-2010       | Nervi           | A1              | ?          | 23         | -               | -               | -               | -                  | -                  | -                  | ?      | 23     |
| 2010-2011       | Camogli         | A1              | 9          | 7          | -               | -               | -               | -                  | -                  | -                  | 9      | 7      |
| Totale carriera | Totale carriera | Totale carriera | ?          | ?          |                 | -               | -               |                    | -                  | -                  | ?      | ?      |